# Henri Martre
 (juillet 2012).
Si vous disposez d'ouvrages ou d'articles de référence ou si vous connaissez des sites web de qualité traitant du thème abordé ici, merci de compléter l'article en donnant les références utiles à sa vérifiabilité et en les liant à la section « Notes et références ».
Pour les articles homonymes, voir Martre.
Henri Martre, né le 6 février 1928 à Bélesta (Ariège) et mort le 3 juillet 2018 à Meudon (Hauts-de-Seine),, est un ingénieur aéronautique français.

## Biographie

### Études
En 1947, Henri Martre entre à l'École polytechnique puis il choisit à la sortie d'intégrer le corps des ingénieurs militaires des télécommunications (qui fusionnera en 1968 avec les autres corps d'ingénieurs militaires dans le corps unique de l'armement).
Après une carrière d'ingénieur dans les services techniques des télécommunications de la délégation ministérielle pour l'armement (qui sera renommée en 1977 délégation générale pour l'armement), sa carrière s'oriente vers le management de haut niveau, d'abord comme sous-directeur des affaires industrielles en 1966 puis directeur des programmes et affaires industrielles de l’armement en 1971.
Enfin, il est nommé adjoint au délégué ministériel pour l’armement en 1974, avant de devenir délégué général pour l'armement (DGA) auprès du ministre de la défense du 1er mars 1977 au 25 mai 1983
Il devient ensuite successivement président-directeur général de la société Aérospatiale de 1983 à 1992 puis président de l'Afnor de 1993 à 2002.
Son engagement constant pour le positionnement compétitif des hautes technologies françaises en font un des précurseurs de l'intelligence économique. Ainsi, en poste au Commissariat général au Plan, il est, en 1994, l'auteur d'un premier rapport intitulé Intelligence économique et stratégie des entreprises.
Il est président d’honneur du GIFAS à partir de 1993 et il y restera régulièrement actif jusqu'en 2018.

### Vie privée
Il épouse Odette Coppier le 20 juillet 1953.
Ensemble ils auront trois filles (Sylvie, Hélène, Claire).

## Distinctions
- Grand-croix de la Légion d'honneur (2002)
- Commandeur de l'ordre national du Mérite (1981)
- Médaille de l'Aéronautique
- Grand officier de l'ordre du Mérite (République fédérale d'Allemagne)
- Grand officier de l'ordre de la Couronne (Belgique)
- Grand officier de l'ordre royal de l'Étoile polaire (Suède)
- Grand officier de l'ordre du Trésor sacré (Japon)
- Commandeur de la Legion of Merit (États-Unis)
- Commandeur de l'ordre de la Rose blanche (Finlande)
- Commandeur de l'ordre du mérite militaire (pt) (Brésil)

## Fonctions et mandats sociaux
Henri Martre a exercé les activités suivantes :

### Télécommunications et électronique
- France Telecom : membre du conseil d'administration et du comité stratégique (2003-2011).
- Sofradir : membre du comité d'administration.
- ON'X : membre du conseil d'administration.

### Construction aéronautique
- Groupement des industries françaises aéronautiques et spatiales (GIFAS) : président d'honneur, membre du conseil d'administration, président du comité stratégique et du comité de pilotage de Boost Aéro (e-supply).
- Aérospatiale : Président Directeur Général (1982 - 1993)
- SOGEPA (holding d'EADS) : membre du conseil d'administration.

### Transport aérien
- Conseil supérieur de l'aviation marchande (CSAM) : membre du conseil.
- KLM : vice-président du conseil de surveillance.
- Association pour l'aéroport de Toulouse (APAT) : président du conseil.
- Président pour l'Association pour le nouvel aéroport de Toulouse-Ariège-Pyrénées (ANATAP)[6] envisagé sur les communes de Saverdun et Mazères.

### Construction automobile
- Renault : membre du conseil d'administration et président du comité de stratégie internationale.

### Prospective économique
- Banque de France : membre du conseil consultatif.
- Agence française pour les investissements internationaux (AFII) : membre du conseil.
- Centre d'études prospectives et d'informations internationales (CEPII) : membre du conseil.
- Association française de normalisation (AFNOR) : président d'honneur et membre du conseil.
- ESL & Network : président du conseil de surveillance.

### Coopération franco-japonaise
- Mouvement des entreprises de France (MEDEF) : président du comité Japon.

### Autres
- Président (1986-1990)[7], puis président d'honneur et membre du conseil de l'Association des anciens élèves de l'École polytechnique (AX).
- Président de UNCEFACT de 1991 à 1993, Entité de la Commission économique pour l'Europe des Nations unies chargée du développement des standards du commerce électronique international